# Patrick Zubczuk
Patrick Sergei Zubczuk Mélendez (Lima, 21 de febrero de 1995) es un futbolista peruano. Juega como guardameta y su equipo actual es el Deportivo Garcilaso de la Liga 1 del Perú.

## Trayectoria
Patrick Zubczuk nació en Lima el 21 de febrero de 1995. Es hijo del ex-guardameta Juan Carlos Zubczuk, quien fue un destacado arquero de Universitario de Deportes. Patrick fue formado en las divisiones menores del Universitario de Deportes hasta llegar al equipo que disputaba el Torneo de Promoción y Reserva. En 2016 fue promovido al primer equipo de la «U» y bajo las órdenes del técnico Roberto Chale hizo su debut oficial en primera división el 2 de octubre de 2016 ante Ayacucho. El partido se disputó por la fecha 6 de la Liguilla B del Torneo Descentralizado.
Tras la expulsión del arquero Raúl Fernández, entró sustituyendo a Diego Rodríguez al minuto 81. Al minuto 86, recibió un gol olímpico por parte de Paolo Joya. El partido finalizó 4-2 a favor de Universitario. En el segundo semestre de 2018 asumió la titularidad en el equipo crema tras la lesión de Raúl Fernández, siendo fundamental en el tramo final del campeonato en el que Universitario de Deportes llegó a salvarse del descenso. En 2019 volvió a alternar en algunos encuentros en un nivel aceptable.
En diciembre de 2019, fue anunciado como jugador de la Universidad César Vallejo por la temporada 2020 a préstamo con el objetivo de darle mayor continuidad y experiencia. Para el año 2021 volvió para afrontar la Liga 1 y la Copa Libertadores 2021. El entrenador seguiría apostando por el seleccionado peruano José Carvallo, mientras esperaba su oportunidad. Su debut en 2021 fue por le fecha 6 de la fase I, frente a Alianza Atlético, en la victoria 2-1 a favor del cuadro crema.
Tras la convocatoria de Carvallo, Aldo Corzo y la lesión de Nelinho Quina, Zubczuk fue el capitán del equipo. A final de temporada, su equipo logró clasificar a la Copa Libertadores 2022. Luego de un año con irregularidad y poca continuidad, la directiva merengue decidió no renovarle su contrato, por lo que a finales de 2021 quedó como jugador libre.

## Selección nacional
Ha sido internacional con la selección de fútbol del Perú en las categorías sub-18 y sub-20, con esta última fue convocado por Víctor Rivera en junio de 2014 para disputar un partido amistoso ante Costa Rica.

## Estadísticas

### Clubes
Actualizado de acuerdo al último partido jugado el 25 de julio de 2024.
| Universitario de Deportes · Perú | 1.ª           | 2016          | —   | — | 1 | 0 | — | — | 1   | 0 |
| Universitario de Deportes · Perú | 1.ª           | 2017          | —   | — | — | — | — | — | 0   | 0 |
| Universitario de Deportes · Perú | 1.ª           | 2018          | 20  | 0 | — | — | — | — | 20  | 0 |
| Universitario de Deportes · Perú | 1.ª           | 2019          | 3   | 0 | 2 | 0 | — | — | 5   | 0 |
| Universidad César Vallejo · Perú | 1.ª           | 2020          | 25  | 0 | — | — | — | — | 25  | 0 |
| Universidad César Vallejo · Perú | Total club    | Total club    | 25  | 0 | 0 | 0 | 0 | 0 | 25  | 0 |
| Universitario de Deportes · Perú | 1.ª           | 2021          | 5   | 0 | 1 | 0 | — | — | 6   | 0 |
| Universitario de Deportes · Perú | Total club    | Total club    | 28  | 0 | 4 | 0 | 0 | 0 | 32  | 0 |
| Cienciano · Perú                 | 1.ª           | 2022          | 5   | 0 | — | — | — | — | 5   | 0 |
| Cienciano · Perú                 | Total club    | Total club    | 5   | 0 | 0 | 0 | 0 | 0 | 5   | 0 |
| UTC de Cajamarca · Perú          | 1.ª           | 2023          | 34  | 0 | — | — | — | — | 34  | 0 |
| UTC de Cajamarca · Perú          | 1.ª           | 2024          | 34  | 0 | — | — | — | — | 34  | 0 |
| UTC de Cajamarca · Perú          | Total club    | Total club    | 68  | 0 | 0 | 0 | 0 | 0 | 68  | 0 |
| Total carrera                    | Total carrera | Total carrera | 126 | 0 | 4 | 0 | 0 | 0 | 130 | 0 |
| 1. 2.                            |               |               |     |   |   |   |   |   |     |   |

## Palmarés

### Títulos nacionales
| Título             | Club                      | País | Año    |
| ------------------ | ------------------------- | ---- | ------ |
| Torneo de Reservas | Universitario de Deportes | Perú | 2014-I |
| Torneo Apertura    | Universitario de Deportes | Perú | 2016   |